# Paleocorteza
La paleocorteza o corteza del bulbo olfatorio es la parte de la corteza cerebral que corresponde a las áreas de terminación de las vías olfatorias. En esta capa se encuentra el cerebro olfatorio. Junto con la arquicorteza forma la allocorteza, estructura que conforma el 10% del volumen total de la corteza cerebral humana.

## Filogenia
Desde el punto de vista filogenético o evolutivo, se encuentra a medio camino entre las áreas más primitivas de la corteza cerebral (arqueocorteza) y las más recientes o evolucionadas (neocorteza).
Así, es el tipo de corteza predominante en los vertebrados inferiores, organizándose en un número variable de capas (la neocorteza se organiza en seis).
Dentro del cerebro humano, la paleocorteza se localiza en las áreas olfatorias primarias (áreas septales y corteza prepiriforme) y en las áreas olfatorias secundarias (corteza entorrinal y parahipocampo).

## Funciones
En los humanos se supone que permite enfrentarse a las situaciones de la vida de una manera prerracional, intuitiva, labrada por el ambiente en las estructuras neuronales a lo largo de millones de años.[cita requerida]

## Partes de la paleocorteza
- Bulbo olfatorio
- Corteza piriforme
- Núcleo olfativo anterior
- Tracto olfatorio
- Comisura anterior
- Uncus